# Церковь Сурб Амбарцум (Чалтырь)
Церковь Сурб Амбарцум —  храм в селе Чалтырь в Ростовской области, административном центре Мясниковского района и Чалтырского сельского поселения. Относится к Армянской апостольской церкви.
Адрес: Россия, Ростовская обл.,   Мясниковского район, с. Чалтырь, ул. 6-я линия.

## История
Церковь Сурб Амбарцум (во имя Святого Вознесения) села Чалтырь основана в 1790 году переселенными из Крыма армянами по указу императрицы Екатерины II от 14 ноября 1779 года.
У построенной каменной церкви была деревянная колокольня. Со временем церковь обветшала, ее колокольня  накренилась. В 1862 году прихожане села Чалтырь обратились с прошением в Ново-Нахичеванскую и Бессарабскую епархию Армянской апостольской церкви построить новую церковь. Была составлена смета строительства.
Разрешение было получено и в 1869 году началось строительство новой церкви. Церковь строилась по типовому проекту таганрогского архитектора Н. Муратова на средства прихожан и была построена в стиле классицизма. Старая церковь была снесена и на ее месте было построено здание церковно-приходской школы.
В 1883 году проводилась реставрация церкви, в ходе которой были выстроены 12 новых постаментов с ликами святых, установлены три новых двери с разноцветными витражами. Территорию церкви огородили кованой оградой.
В годы Великой Отечественной войны церковь была закрыта. Здание церкви использовалось в разных.  В 1944 году церковь была вновь открыта. В 1990 году около нее был установлен  священных для армян символ – хачкар. Установленный хачкар представлял собой копию хачкара 1279 года, находящегося в Святом Эчмиадзине в Армении. Надпись на пьедестале хачкар говорит, что он установлен в память о турецком геноциде армян в 1915 году.

## Архитектура
Церковь Амбарцума выполнена в виде креста, имеет стройные пропорции и характерные для храмов Нахичевани архитектурные элементы. Принадлежность к крестово-купольным сооружениям подчеркнута отсутствием приделов по сторонам выступающей на восточном фасаде алтарной апсиды.
Храм венчает восьмигранный купол с высокими парными окнами. Сдвоенные окна разделены между собой  расположенными на гранях барабана колоннами. Вход в храм оформлен в виде укороченных поперечных ветвей креста и имеет четырехколонные портики с фронтонами, как это выполнено в бывшем соборном храме Григора Лусаворича в Ростов-на-Дону (храм снесен), а также в церквях Аствацацин, монастыре Сурб-Хач в Нахичевани и Карапета в с. Несвитай.
Высокая четырехъярусная колокольня аналогична колокольне церкви Карапета в селе Несветай, её боковые помещения  выполнены в виде небольших комнат с экседрами на коротких сторонах.
Верхние ярусы колокольни по своим деталям близки сходным частям колокольни соборного храма в Нахичевани. Переход в колокольне от прямоугольного плана нижнего этажа, к шестиугольнику и кругу верхних ярусов придаёт внешнему облику здания стройность.

## Священнослужители
Настоятель прихода — священник Тер-Тадеос (Лусеген Гайбарян).

## Галерея

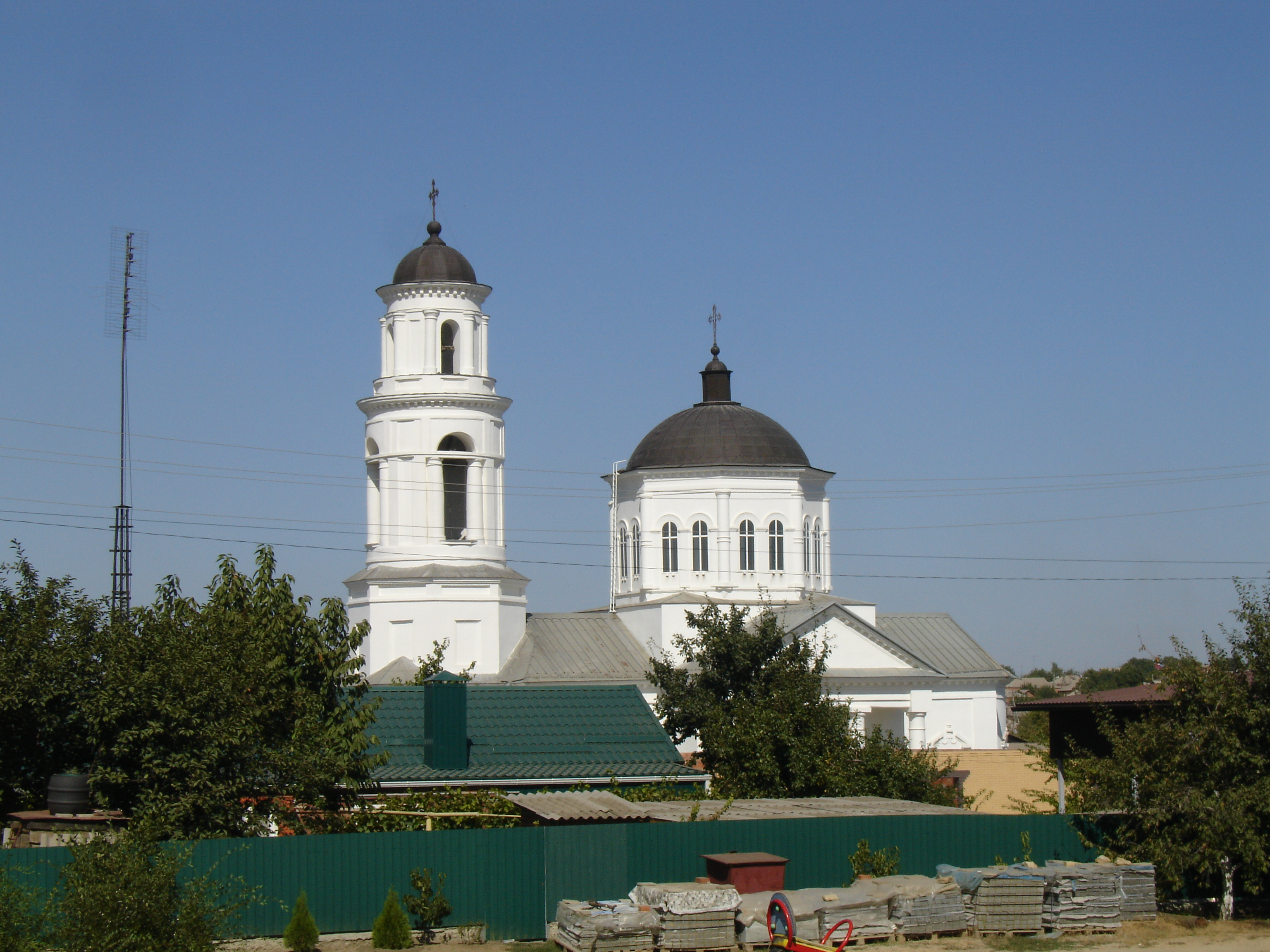
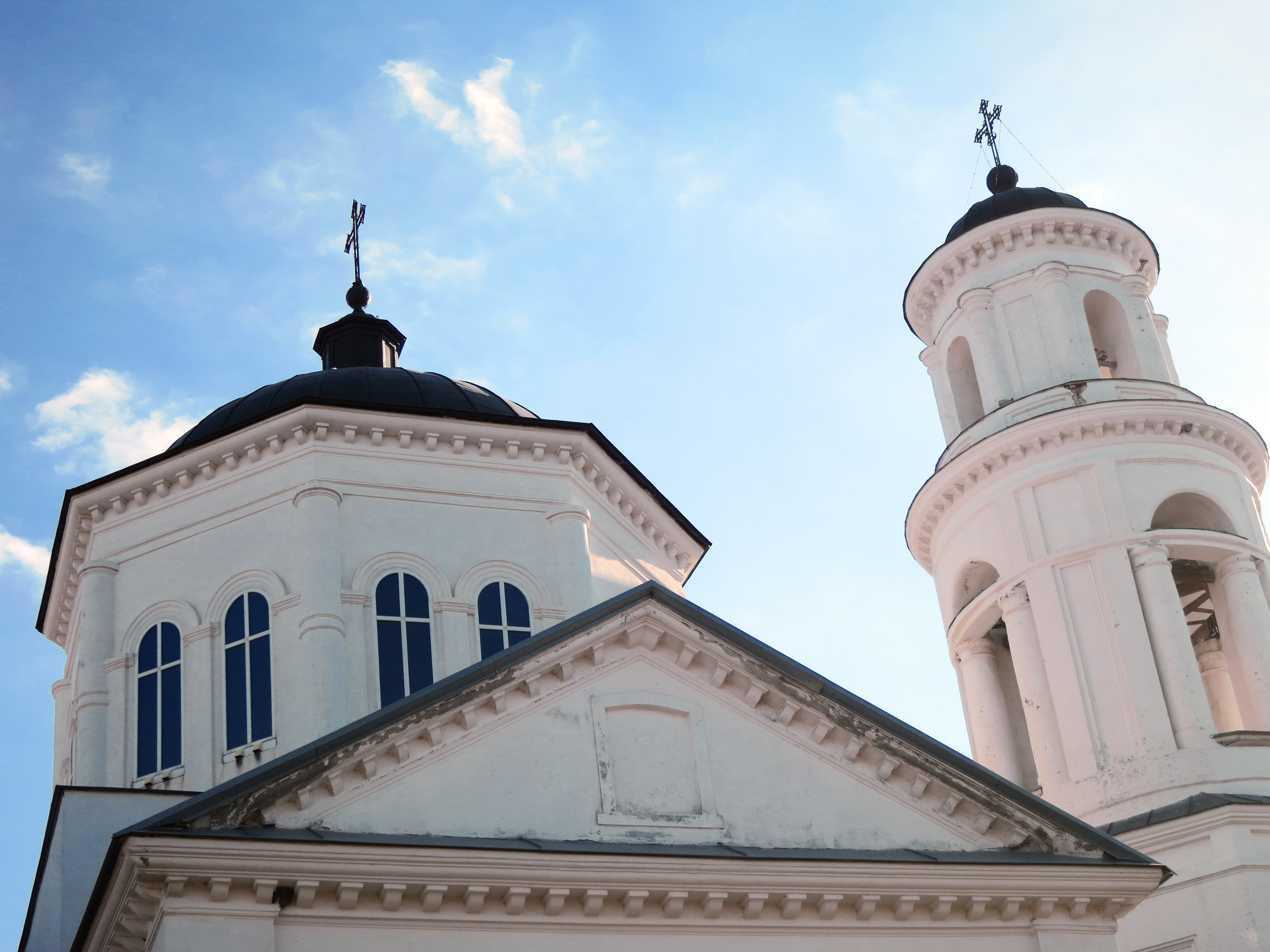
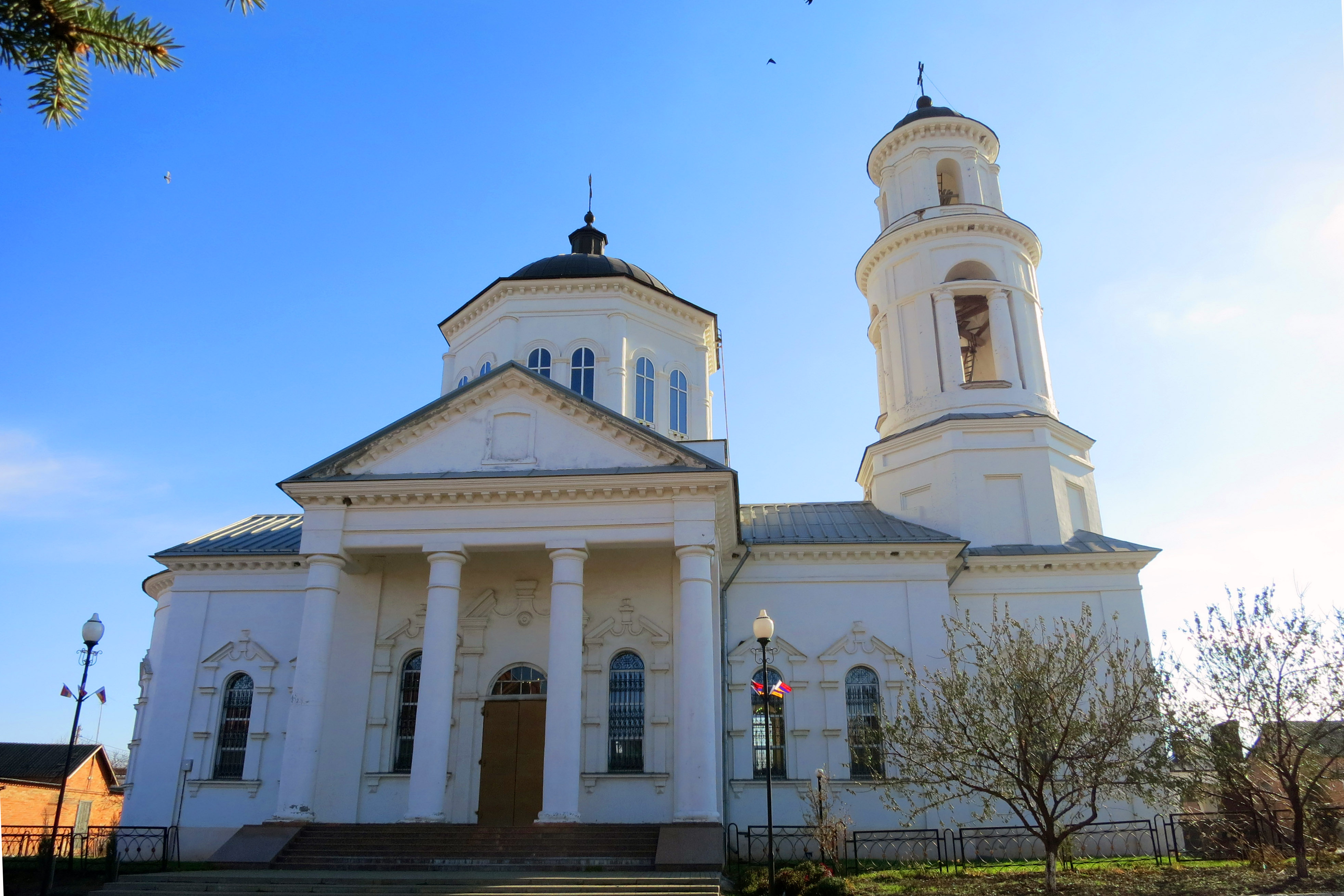
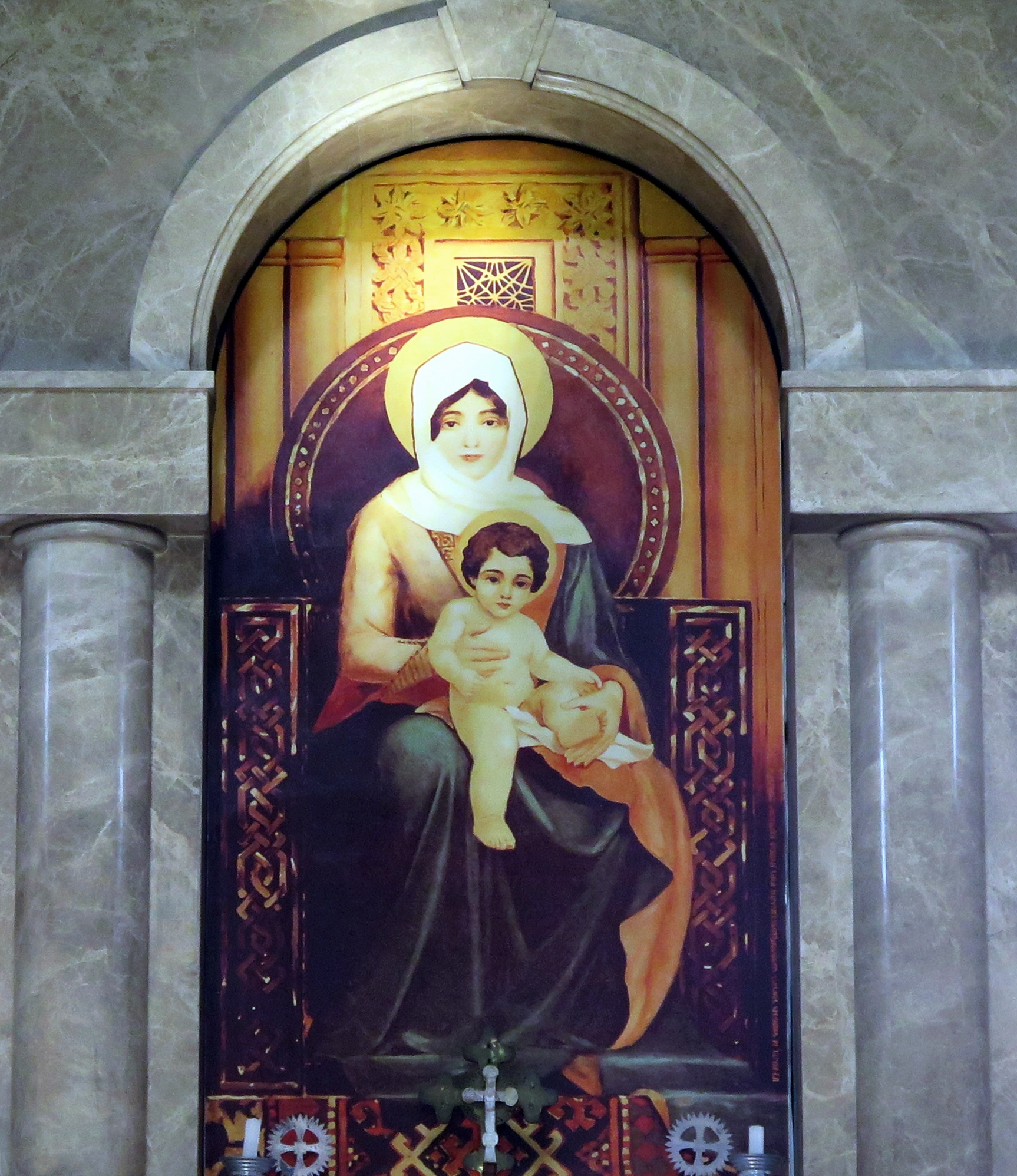
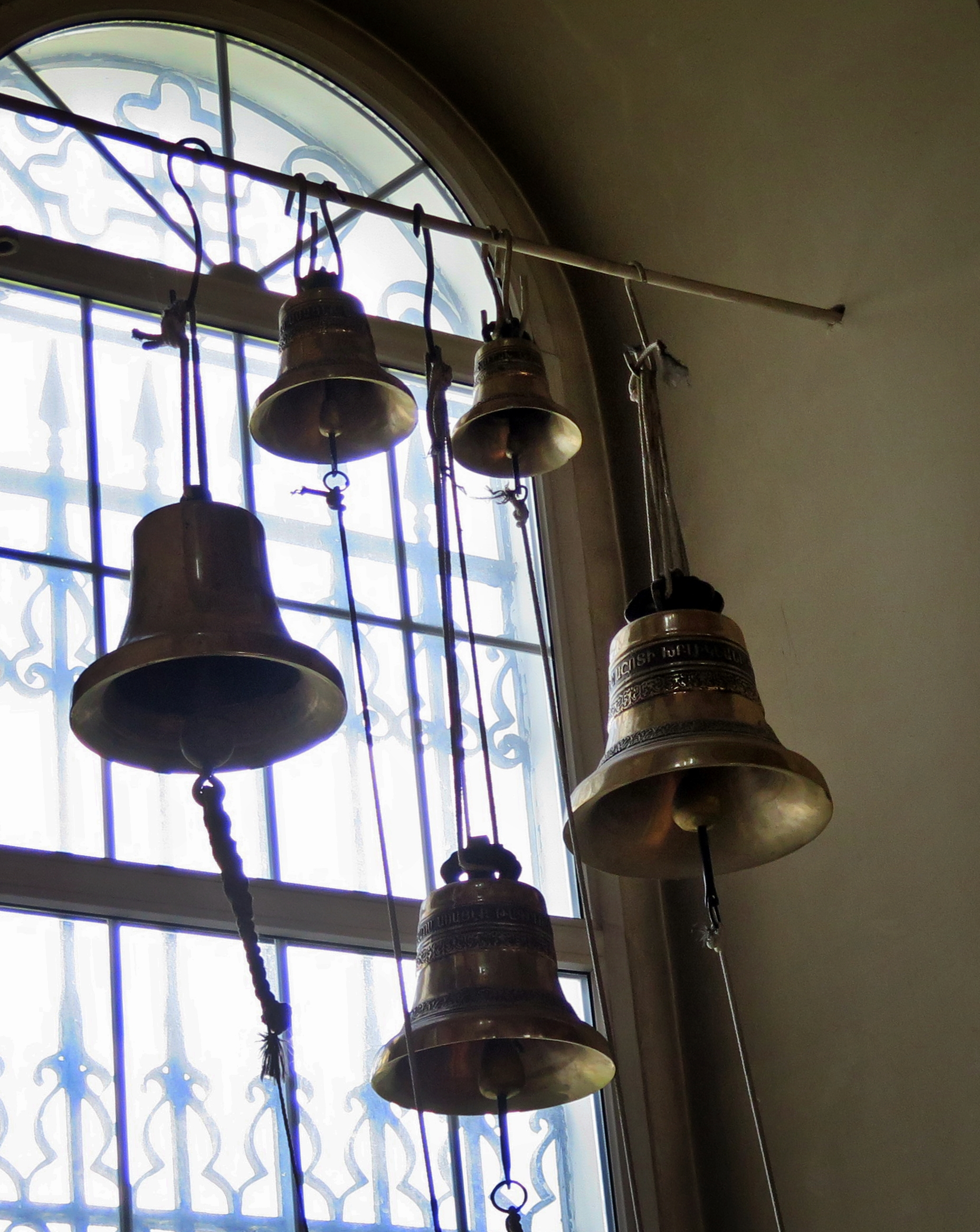
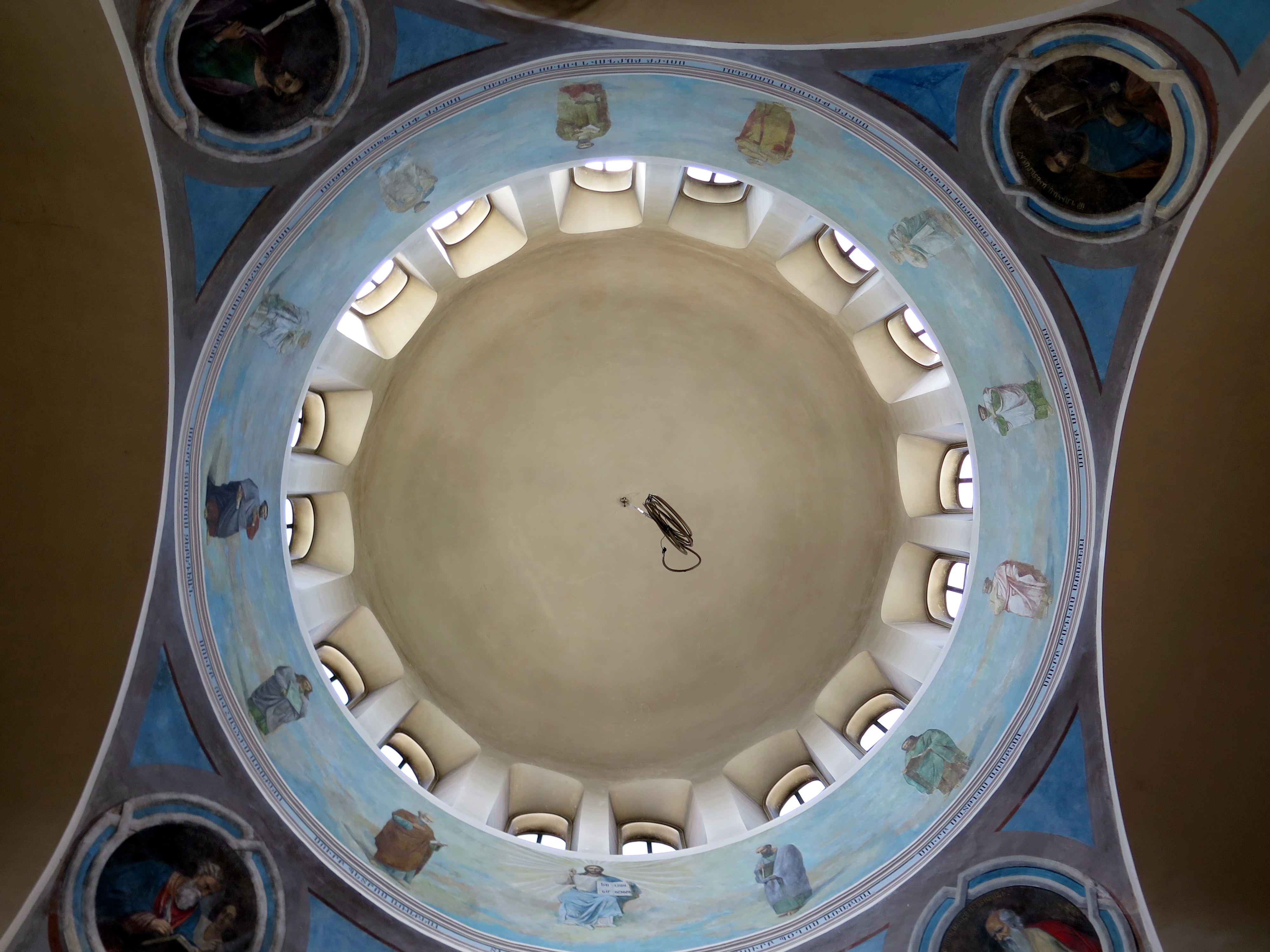
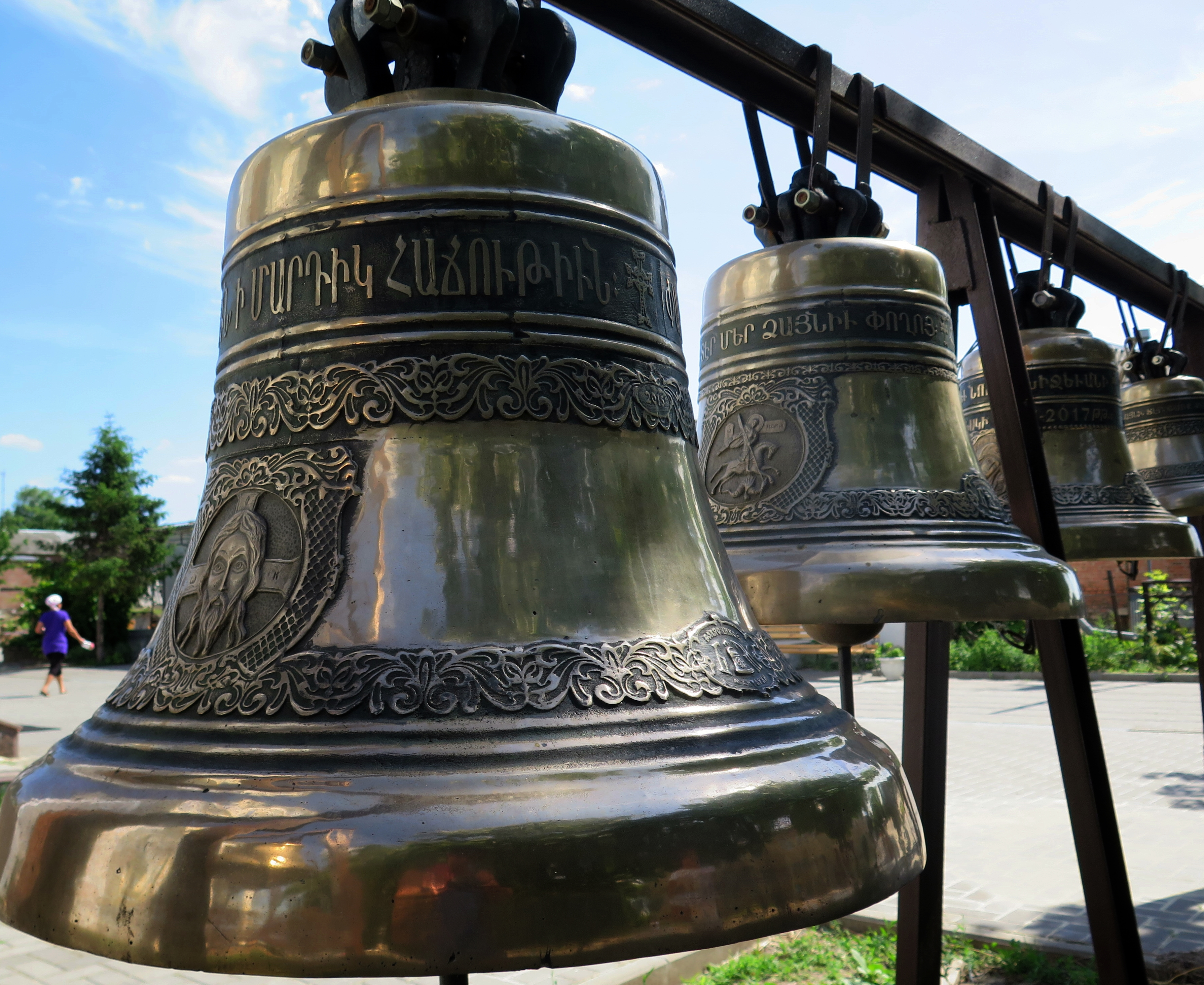
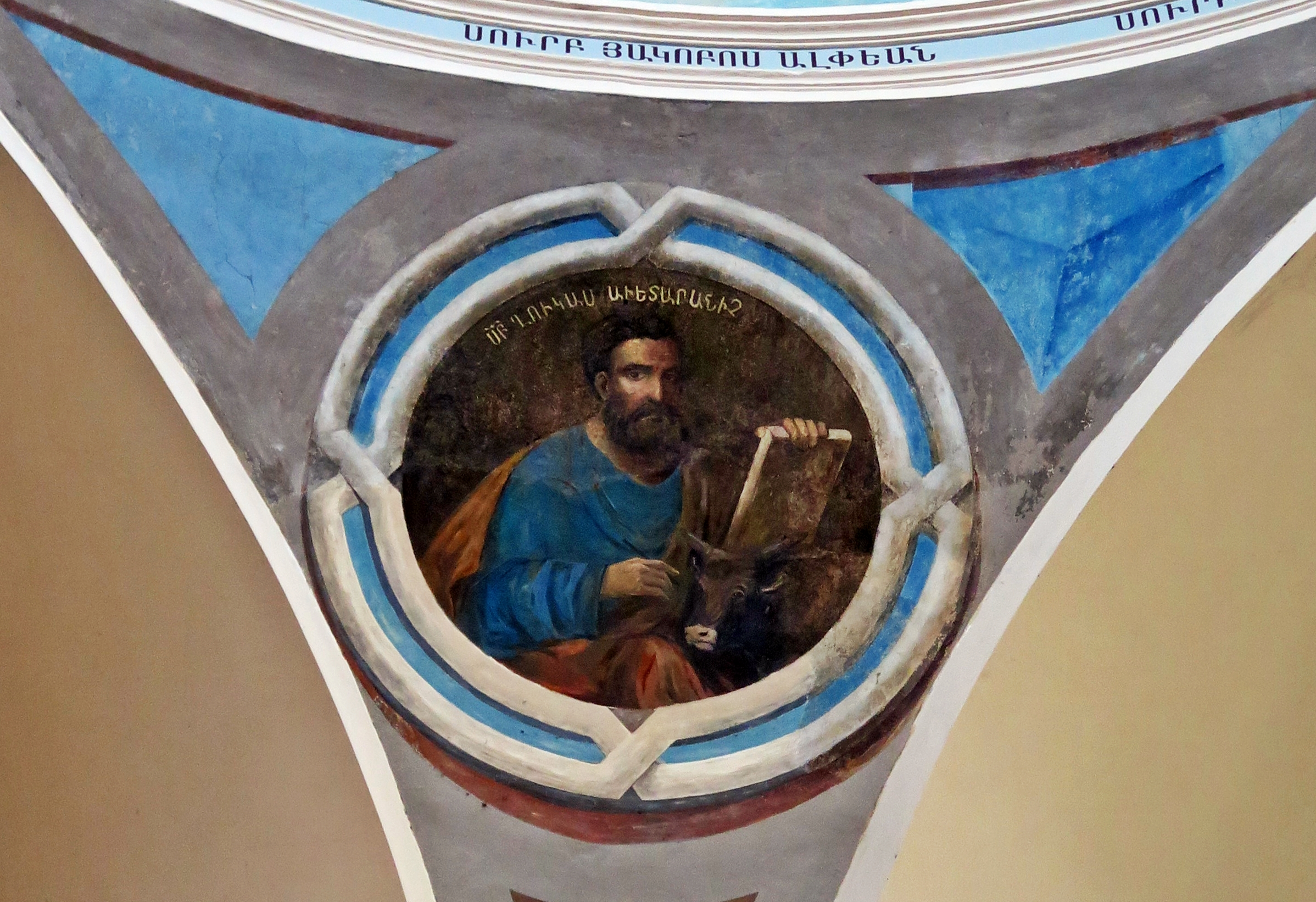
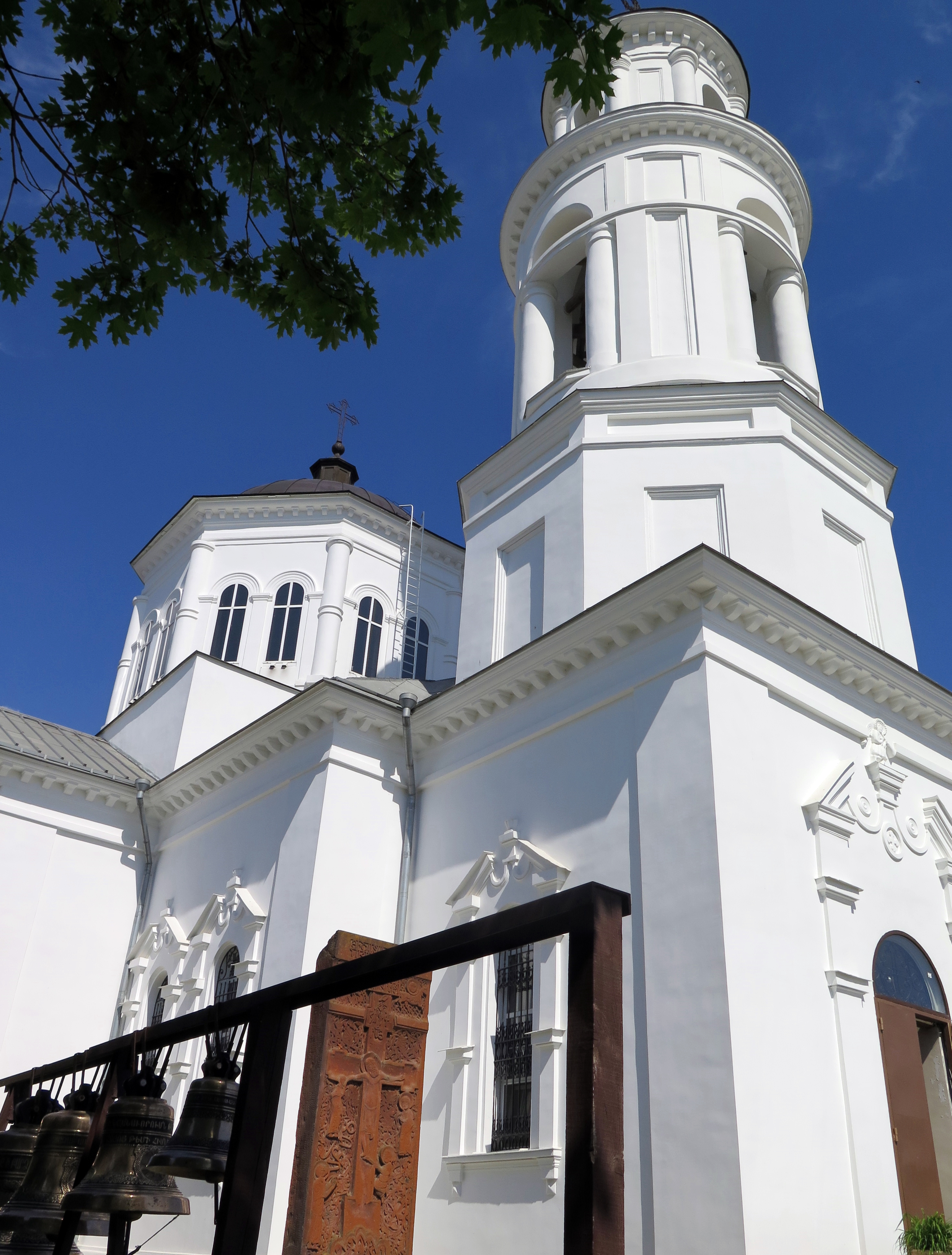
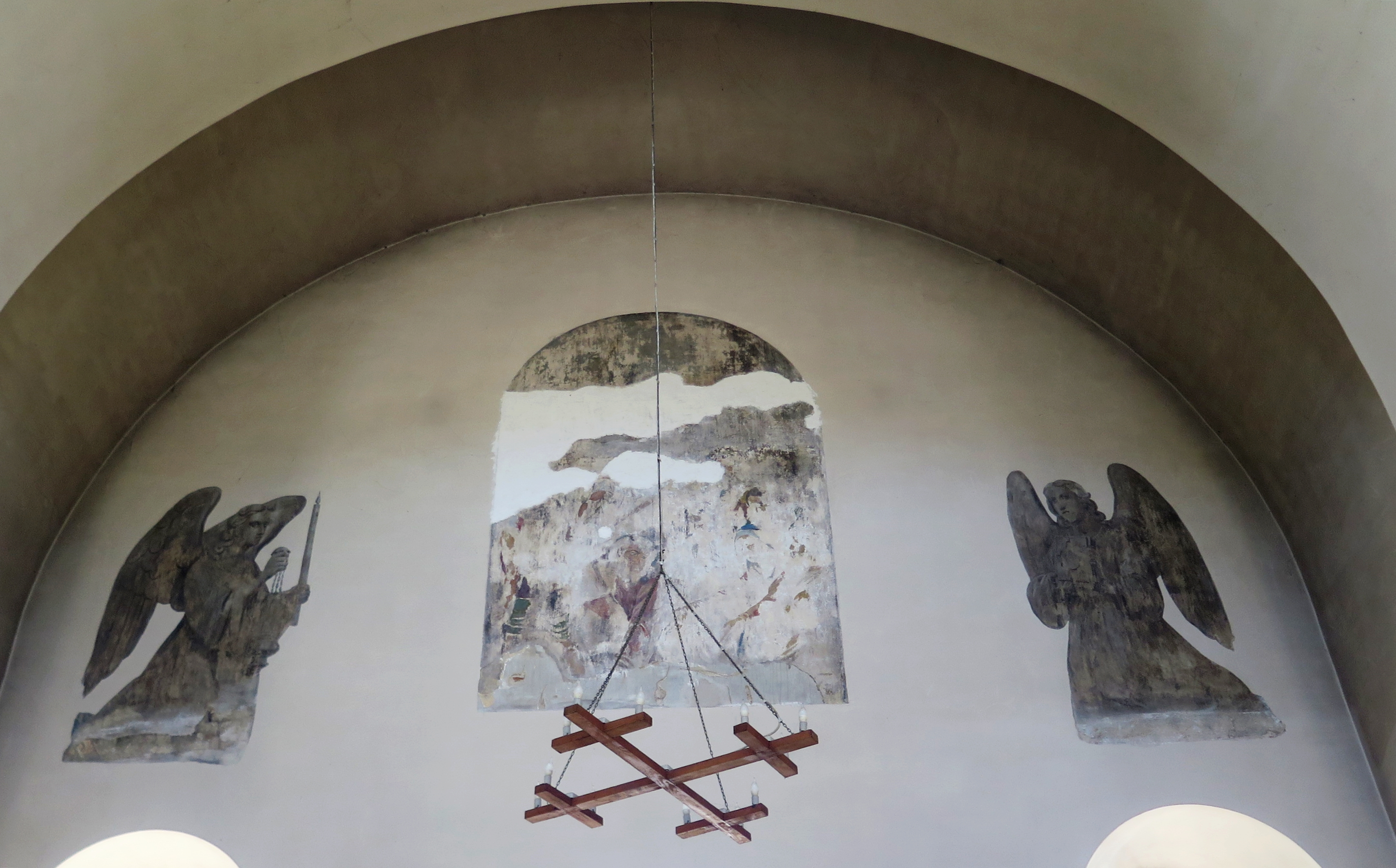
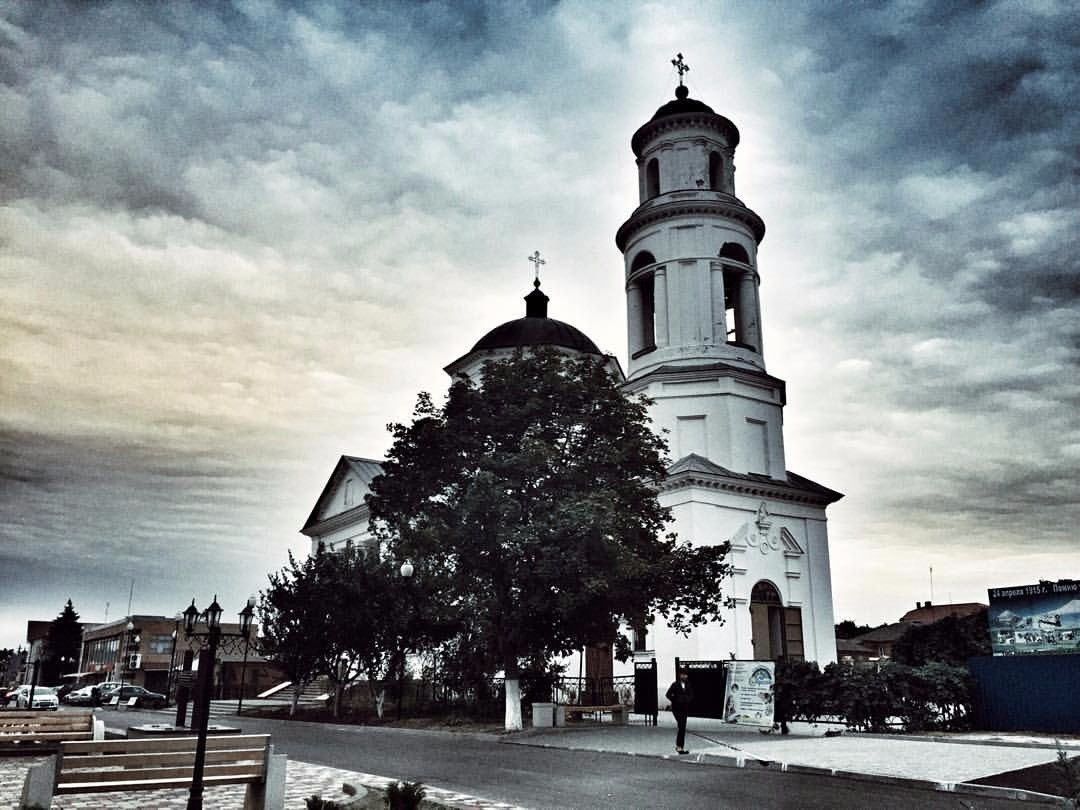